# Torneio de Roland Garros de 2015
O Torneio de Roland Garros de 2015 foi um torneio de tênis disputado nas quadras de saibro do Stade Roland Garros, em Paris, na França, entre 24 de maio e 7 de junho. Corresponde à 48ª edição da era aberta e à 114ª de todos os tempos.
Rafael Nadal defendia os últimos cinco títulos de campeão no simples masculino, enquanto que Maria Sharapova defendia sua conquista na chave de simples feminino. A final feminina acabou por ser disputada a 6 de junho entre a norte-americana Serena Williams e a checa Lucie Šafářová, terminando com a vitória da primeira pela terceira vez no torneio. No dia seguinte, o suíço Stanislas Wawrinka conquistou o campeonato pela primeira vez frente ao sérvio Novak Djokovic.
Nas duplas, a norte-americana Bethanie Mattek-Sands conquistou os dois títulos possíveis. Nas femininas, repetiu o êxito no Australian Open, em parceria de Lucie Šafářová. Foi o segundo título das duas. Nas mistas, levantou a taça ao lado Mike Bryan. Nesta categoria, foi a segunda conquista dela e a quarta dele. Nas masculinas, o croata Ivan Dodig e o brasileiro Marcelo Melo alcançaram a glória de um torneio de Grand Slam pela primeira vez.

## Transmissão
Esta é a lista de países e canais designados a transmitir o torneio durante a edição em questão:
Países lusófonos

| País(es) | Canal(is)       |
| -------- | --------------- |
| Brasil   | Band BandSports |
| Portugal | Eurosport       |

Resto do mundo
| País(es)             | Canal(is)                 |
| Países avulsos       |                           |
| -------------------- | ------------------------- |
| Austrália            | Fox Sports Austrália [en] |
| Bélgica              | RTBF                      |
| Bósnia e Herzegovina | RTRS [en]                 |
| Canadá               | TSN                       |
| China                | CCTV-5                    |
| Estados Unidos       | NBC Sports Tennis Channel |
| Finlândia            | Yle                       |
| França               | Francetv Sport Eurosport  |
| Índia                | NEO Sports [en]           |
| Irlanda              | Setanta Sports [en]       |
| Japão                | WOWOW TV Tokyo            |
| Nova Zelândia        | Sky [en]                  |
| Países Baixos        | NOS                       |
| Reino Unido          | itv Sport                 |
| Suíça                | SRG SSR                   |
| Tailândia            | Channel 7                 |
| Regiões              |                           |
| África               | SuperSport                |
| América espanhola    | ESPN                      |
| Ásia                 | Fox Sports (Ásia)         |
| Europa               | Eurosport                 |
| Oceania              | Fox Sports                |
| Oriente Médio        | beIN Sports               |

## Pontuação e premiação

### Distribuição de pontos
ATP e WTA informam suas pontuações em Grand Slam, distintas entre si, em simples e em duplas. A ITF responde exclusivamente pelos juvenis e cadeirantes.
Considerados torneios amistosos, os de duplas mistas e lendárias não geram pontos.
No juvenil, os simplistas jogam duas fases de qualificatório, mas só os que passam à chave principal pontuam. Em duplas, a pontuação é por jogador. A partir da fase com 16, os competidores recebem pontos adicionais de bônus (os valores da tabela já somam as duas pontuações).

#### Profissional
| Evento            | V    | F    | SF  | QF  | R16 | R32 | R64 | R128 | Q  | Q3 | Q2 | Q1 |
| Simples masculino | 2000 | 1200 | 720 | 360 | 180 | 90  | 45  | 10   | 25 | 16 | 8  | 0  |
| Duplas masculinas | 2000 | 1200 | 720 | 360 | 180 | 90  | 0   | —    | —  | —  | —  | —  |
| Simples feminino  | 2000 | 1300 | 780 | 430 | 240 | 130 | 70  | 10   | 40 | 30 | 20 | 2  |
| Duplas femininas  | 2000 | 1300 | 780 | 430 | 240 | 130 | 10  | —    | —  | —  | —  | —  |

| Evento            | V   | F   | SF  | QF  | R16 | R32 | R64 | Q  | Q2 | Q1 |
| Simples Masculino | 375 | 270 | 180 | 120 | 75  | 30  | 25* | 20 | 0  | 0  |
| Simples Feminino  | 375 | 270 | 180 | 120 | 75  | 30  | 25* | 20 | 0  | 0  |
| Duplas Masculinas | 270 | 180 | 120 | 75  | 45  | 0   | —   | —  | —  | —  |
| Duplas Femininas  | 270 | 180 | 120 | 75  | 45  | 0   | —   | —  | —  | —  |

| Evento  | V   | F   | SF  | QF  |
| Simples | 800 | 500 | 375 | 100 |
| Duplas  | 800 | 500 | 100 | —   |

### Premiação
A premiação geral aumentou 12% em relação a 2014. Os títulos de simples tiveram um acréscimo de € 150.000 cada.
O número de participantes em simples se difere somente na fase qualificatória (128 homens contra 96 mulheres). Os valores para duplas são por par. Diferentemente da pontuação, não há recompensa aos vencedores do qualificatório.
As duplas lendárias jogam três eventos: acima e abaixo de 45 anos no masculino e sem limite de idade no feminino. Homens ganham mais que as mulheres. Os juvenis não são pagos.
| Evento                          | V           | F         | SF        | QF        | Últimos 16 | Últimos 32 | Últimos 64 | Últimos 128 | Q3        | Q2        | Q1        |
| Contemplados                    | 1           | 1         | 2         | 4         | 8          | 16         | 32         | 64          | 16H / 12M | 32H / 24M | 64H / 48M |
| Simples (2)                     | € 1.800.000 | € 900.000 | € 450.000 | € 250.000 | € 145.000  | € 85.000   | € 50.000   | € 27.000    | € 12.000  | € 6.000   | € 3.000   |
| Duplas (2)                      | € 450.000   | € 225.000 | € 112.500 | € 61.000  | € 33.000   | € 18.000   | € 9.000    | —           | —         | —         | —         |
| Duplas mistas                   | € 114.000   | € 57.000  | € 28.000  | € 15.000  | € 8.000    | € 4.000    | —          | —           | —         | —         | —         |
| Simples cadeirante (2)          | € 28.000    | € 14.000  | € 7.000   | € 4.000   | —          | —          | —          | —           | —         | —         | —         |
| Duplas cadeirantes (2)          | € 8.000     | € 4.000   | € 2.400   | —         | —          | —          | —          | —           | —         | —         | —         |
| Duplas masculinas lendárias (2) | € 43.000    | € 30.000  | € 24.000* | € 18.000* | —          | —          | —          | —           | —         | —         | —         |
| Duplas femininas lendárias      | € 38.000    | € 28.000  | € 24.000* | € 18.000* | —          | —          | —          | —           | —         | —         | —         |

Total dos eventos: € 26.928.600
Per diem (estimado): € 1.100.000
Total da premiação: € 28.028.600

## Cabeças de chave
Cabeças baseados(as) nos rankings de 18 de maio de 2015. Dados de Ranking e Pontos anteriores são de 25 de maio de 2015.
A colocação individual nos rankings de duplas masculinas e femininas ajudam a definir os cabeças de chaves nestas categorias e também na de mistas.
Em verde, o(s) cabeça(s) de chave campeão(ões). Em vermelho, o(s) vice-campeão(ões).

### Simples

#### Masculino
| Cabeça | Ranking | Jogador                | Pontos anteriores | Pontos a defender | Pontos conquistados | Nova pontuação | Eliminado na | Eliminado por           |
| ------ | ------- | ---------------------- | ----------------- | ----------------- | ------------------- | -------------- | ------------ | ----------------------- |
| 1      | 1       | Novak Djokovic         | 13.845            | 1.200             | 1.200               | 13.845         | F            | Stan Wawrinka [8]       |
| 2      | 2       | Roger Federer          | 9.235             | 180               | 360                 | 9.415          | QF           | Stan Wawrinka [8]       |
| 3      | 3       | Andy Murray            | 7.040             | 720               | 720                 | 7.040          | SF           | Novak Djokovic [1]      |
| 4      | 4       | Tomáš Berdych          | 5.230             | 360               | 180                 | 5.050          | 4ª fase      | Jo-Wilfried Tsonga [14] |
| 5      | 5       | Kei Nishikori          | 5.220             | 10                | 360                 | 5.570          | QF           | Jo-Wilfried Tsonga [14] |
| 6      | 7       | Rafael Nadal           | 4.570             | 2.000             | 360                 | 2.930          | QF           | Novak Djokovic [1]      |
| 7      | 8       | David Ferrer           | 4.490             | 360               | 360                 | 4.490          | QF           | Andy Murray [3]         |
| 8      | 9       | Stan Wawrinka          | 3.845             | 10                | 2.000               | 5.835          | Campeão      | –                       |
| 9      | 10      | Marin Čilić            | 3.370             | 90                | 180                 | 3.460          | 4ª fase      | David Ferrer [7]        |
| 10     | 11      | Grigor Dimitrov        | 2.760             | 10                | 10                  | 2.760          | 1ª fase      | Jack Sock               |
| 11     | 12      | Feliciano López        | 2.280             | 45                | 10                  | 2.245          | 1ª fase      | Teymuraz Gabashvili     |
| 12     | 13      | Gilles Simon           | 2.210             | 90                | 180                 | 2.300          | 4ª fase      | Stan Wawrinka [8]       |
| 13     | 14      | Gaël Monfils           | 2.065             | 360               | 180                 | 1.885          | 4ª fase      | Roger Federer [2]       |
| 14     | 15      | Jo-Wilfried Tsonga     | 2.045             | 180               | 720                 | 2.585          | SF           | Stan Wawrinka [8]       |
| 15     | 17      | Kevin Anderson         | 1.970             | 180               | 90                  | 1.880          | 3ª fase      | Richard Gasquet [20]    |
| 16     | 16      | John Isner             | 1.980             | 180               | 45                  | 1.845          | 2ª fase      | Jérémy Chardy           |
| 17     | 18      | David Goffin           | 1.835             | 10                | 90                  | 1.915          | 3ª fase      | Jérémy Chardy           |
| 18     | 19      | Tommy Robredo          | 1.755             | 90                | 45                  | 1.710          | 2ª fase      | Borna Ćorić             |
| 19     | 20      | Roberto Bautista Agut  | 1.750             | 90                | 45                  | 1.705          | 2ª fase      | Lukáš Rosol             |
| 20     | 21      | Richard Gasquet        | 1.625             | 90                | 180                 | 1.715          | 4ª fase      | Novak Djokovic [1]      |
| 21     | 23      | Pablo Cuevas           | 1.502             | 45                | 90                  | 1.547          | 3ª fase      | Gaël Monfils [13]       |
| 22     | 28      | Philipp Kohlschreiber  | 1.285             | 90                | 45                  | 1.240          | 2ª fase      | Pablo Andújar           |
| 23     | 22      | Leonardo Mayer         | 1.580             | 90                | 90                  | 1.580          | 3ª fase      | Marin Čilić [9]         |
| 24     | 29      | Ernests Gulbis         | 1.275             | 720               | 45                  | 600            | 2ª fase      | Nicolas Mahut [WC]      |
| 25     | 25      | Ivo Karlović           | 1.330             | 90                | 10                  | 1.250          | 1ª fase      | Marcos Baghdatis        |
| 26     | 24      | Guillermo García-López | 1.335             | 180               | 10                  | 1.165          | 1ª fase      | Steve Johnson           |
| 27     | 26      | Bernard Tomic          | 1.320             | 10                | 45                  | 1.355          | 2ª fase      | Thanasi Kokkinakis [WC] |
| 28     | 27      | Fabio Fognini          | 1.295             | 90                | 45                  | 1.250          | 2ª fase      | Benoît Paire            |
| 29     | 30      | Nick Kyrgios           | 1.250             | 0                 | 90                  | 1.340          | 3ª fase      | Andy Murray [3]         |
| 30     | 31      | Adrian Mannarino       | 1.223             | 45                | 10                  | 1.188          | 1ª fase      | Jürgen Melzer           |
| 31     | 32      | Viktor Troicki         | 1.217             | (20)              | 45                  | 1.242          | 2ª fase      | Simone Bolelli          |
| 32     | 33      | Fernando Verdasco      | 1.180             | 180               | 45                  | 1.045          | 2ª fase      | Benjamin Becker         |

##### Desistências
| Ranking | Jogador      | Pontos anteriores | Pontos a defender | Nova pontuação | Motivo              |
| ------- | ------------ | ----------------- | ----------------- | -------------- | ------------------- |
| 6       | Milos Raonic | 4.800             | 360               | 4.440          | Lesão no pé direito |

#### Feminino
| Cabeça | Ranking | Jogadora             | Pontos anteriores | Pontos a defender | Pontos conquistados | Nova pontuação | Eliminada na | Eliminada por           |
| ------ | ------- | -------------------- | ----------------- | ----------------- | ------------------- | -------------- | ------------ | ----------------------- |
| 1      | 1       | Serena Williams      | 9.361             | 70                | 2.000               | 11.291         | Campeã       | –                       |
| 2      | 2       | Maria Sharapova      | 7.710             | 2.000             | 240                 | 5.950          | 4ª fase      | Lucie Šafářová [13]     |
| 3      | 3       | Simona Halep         | 7.360             | 1.300             | 70                  | 6.130          | 2ª fase      | Mirjana Lučić-Baroni    |
| 4      | 4       | Petra Kvitová        | 6.760             | 130               | 240                 | 6.870          | 4ª fase      | Timea Bacsinszky [23]   |
| 5      | 5       | Caroline Wozniacki   | 4.940             | 10                | 70                  | 5.000          | 2ª fase      | Julia Görges            |
| 6      | 6       | Eugenie Bouchard     | 3.888             | 780               | 10                  | 3.118          | 1º fase      | Kristina Mladenovic     |
| 7      | 7       | Ana Ivanović         | 3.655             | 130               | 780                 | 4.305          | SF           | Lucie Šafářová [13]     |
| 8      | 8       | Carla Suárez Navarro | 3.645             | 430               | 130                 | 3.345          | 3ª fase      | Flavia Pennetta [28]    |
| 9      | 9       | Ekaterina Makarova   | 3.510             | 130               | 240                 | 3.620          | 4ª fase      | Ana Ivanović [7]        |
| 10     | 10      | Andrea Petkovic      | 3.310             | 780               | 130                 | 2.660          | 3ª fase      | Sara Errani [17]        |
| 11     | 11      | Angelique Kerber     | 3.230             | 240               | 130                 | 3.120          | 3ª fase      | Garbiñe Muguruza [21]   |
| 12     | 12      | Karolína Plíšková    | 3.010             | 70                | 70                  | 3.010          | 2ª fase      | Andreea Mitu            |
| 13     | 13      | Lucie Šafářová       | 2.995             | 240               | 1.300               | 4.055          | F            | Serena Williams [1]     |
| 14     | 14      | Agnieszka Radwańska  | 2.885             | 130               | 10                  | 2.765          | 1º fase      | Annika Beck             |
| 15     | 15      | Venus Williams       | 2.646             | 70                | 10                  | 2.586          | 1º fase      | Sloane Stephens         |
| 16     | 16      | Madison Keys         | 2.275             | 10                | 130                 | 2.395          | 3ª fase      | Timea Bacsinszky [23]   |
| 17     | 17      | Sara Errani          | 2.140             | 430               | 430                 | 2.140          | QF           | Serena Williams [1]     |
| 18     | 18      | Svetlana Kuznetsova  | 2.118             | 430               | 70                  | 1.758          | 2ª fase      | Francesca Schiavone     |
| 19     | 21      | Elina Svitolina      | 2.045             | 70                | 430                 | 2.405          | QF           | Ana Ivanović [7]        |
| 20     | 19      | Sabine Lisicki       | 2.105             | 70                | 130                 | 2.165          | 3ª fase      | Lucie Šafářová [13]     |
| 21     | 20      | Garbiñe Muguruza     | 2.075             | 430               | 430                 | 2.075          | QF           | Lucie Šafářová [13]     |
| 22     | 23      | Barbora Strýcová     | 1.995             | 10                | 10                  | 1.995          | 1º fase      | Tsvetana Pironkova      |
| 23     | 24      | Timea Bacsinszky     | 1.958             | 110               | 780                 | 2.628          | SF           | Serena Williams [1]     |
| 24     | 26      | Peng Shuai           | 1.842             | 10                | 10                  | 1.842          | 1ª fase, ab. | Polona Hercog           |
| 25     | 25      | Jelena Janković      | 1.860             | 240               | 10                  | 1.630          | 1º fase      | Sesil Karatantcheva [Q] |
| 26     | 22      | Samantha Stosur      | 2.010             | 240               | 130                 | 1.900          | 3ª fase      | Maria Sharapova [2]     |
| 27     | 27      | Victoria Azarenka    | 1.733             | 0                 | 130                 | 1.863          | 3ª fase      | Serena Williams [1]     |
| 28     | 28      | Flavia Pennetta      | 1.731             | 70                | 240                 | 1.901          | 4ª fase      | Garbiñe Muguruza [21]   |
| 29     | 29      | Alizé Cornet         | 1.700             | 70                | 240                 | 1.870          | 4ª fase      | Elina Svitolina [19]    |
| 30     | 30      | Irina-Camelia Begu   | 1.536             | 30                | 130                 | 1.636          | 3ª fase      | Petra Kvitová [4]       |
| 31     | 31      | Caroline Garcia      | 1.475             | 10                | 10                  | 1.475          | 1º fase      | Donna Vekić             |
| 32     | 32      | Zarina Diyas         | 1.375             | 10                | 70                  | 1.435          | 2ª fase      | Alison Van Uytvanck     |

### Duplas
| Cabeça | Ranking | Equipe                 | Equipe                 |
| ------ | ------- | ---------------------- | ---------------------- |
| 1      | 2       | Bob Bryan              | Mike Bryan             |
| 2      | 10      | Jack Sock              | Vasek Pospisil         |
| 3      | 11      | Ivan Dodig             | Marcelo Melo           |
| 4      | 12      | Marcel Granollers      | Marc López             |
| 5      | 23      | Jean-Julien Rojer      | Horia Tecău            |
| 6      | 33      | Simone Bolelli         | Fabio Fognini          |
| 7      | 33      | Marcin Matkowski       | Nenad Zimonjić         |
| 8      | 33      | Alexander Peya         | Bruno Soares           |
| 9      | 33      | Rohan Bopanna          | Florin Mergea          |
| 10     | 49      | Daniel Nestor          | Leander Paes           |
| 11     | 51      | Jamie Murray           | John Peers             |
| 12     | 52      | Pablo Cuevas           | David Marrero          |
| 13     | 53      | Marin Draganja         | Henri Kontinen         |
| 14     | 57      | Pierre-Hugues Herbert  | Nicolas Mahut          |
| 15     | 63      | Guillermo García-López | Édouard Roger-Vasselin |
| 16     | 67      | Juan Sebastián Cabal   | Robert Farah           |

| Cabeça | Ranking | Equipe                | Equipe                   |
| ------ | ------- | --------------------- | ------------------------ |
| 1      | 3       | Martina Hingis        | Sania Mirza              |
| 2      | 14      | Ekaterina Makarova    | Elena Vesnina            |
| 3      | 16      | Tímea Babos           | Kristina Mladenovic      |
| 4      | 22      | Hsieh Su-wei          | Flavia Pennetta          |
| 5      | 26      | Garbiñe Muguruza      | Carla Suárez Navarro     |
| 6      | 30      | Raquel Kops-Jones     | Abigail Spears           |
| 7      | 37      | Bethanie Mattek-Sands | Lucie Šafářová           |
| 8      | 45      | Caroline Garcia       | Katarina Srebotnik       |
| 9      | 45      | Andrea Hlaváčková     | Lucie Hradecká           |
| 10     | 50      | Alla Kudryavtseva     | Anastasia Pavlyuchenkova |
| 11     | 51      | Chan Yung-jan         | Zheng Jie                |
| 12     | 55      | Casey Dellacqua       | Yaroslava Shvedova       |
| 13     | 57      | Michaëlla Krajicek    | Barbora Strýcová         |
| 14     | 63      | Karin Knapp           | Roberta Vinci            |
| 15     | 73      | Anastasia Rodionova   | Arina Rodionova          |
| 16     | 75      | Klaudia Jans-Ignacik  | Andreja Klepač           |

#### Mistas
| Cabeça | Ranking | Equipe                | Equipe         |
| ------ | ------- | --------------------- | -------------- |
| 1      | 17      | Sania Mirza           | Bruno Soares   |
| 2      | 20      | Bethanie Mattek-Sands | Mike Bryan     |
| 3      | 21      | Elena Vesnina         | Nenad Zimonjić |
| 4      | 22      | Andrea Hlaváčková     | Marc López     |
| 5      | 24      | Caroline Garcia       | Bob Bryan      |
| 6      | 27      | Kristina Mladenovic   | Daniel Nestor  |
| 7      | 28      | Tímea Babos           | Alexander Peya |
| 8      | 29      | Martina Hingis        | Leander Paes   |

## Convidados à chave principal
Os jogadores a seguir receberam convite para disputar diretamente a chave principal.

### Simples
| Masculino | Feminino |
| --- | --- |
| - Maxime Hamou - Quentin Halys - Thanasi Kokkinakis - Paul-Henri Mathieu - Nicolas Mahut - Lucas Pouille - Édouard Roger-Vasselin - Frances Tiafoe | - Manon Arcangioli - Louisa Chirico - Océane Dodin - Fiona Ferro - Amandine Hesse - Mathilde Johansson - Alizé Lim - Virginie Razzano |

### Duplas
| Masculinas | Femininas | Mistas |
| --- | --- | --- |
| - Enzo Couacaud / Quentin Halys - Kenny de Schepper / Benoît Paire - Thanasi Kokkinakis / Lucas Pouille - Tristan Lamasine / Johan Tatlot - Axel Michon / Gianni Mina - Gaël Monfils / Josselin Ouanna - Florent Serra / Maxime Teixeira | - Manon Arcangioli / Chloé Paquet - Julie Coin / Pauline Parmentier - Clothilde de Bernardi / Sherazad Reix - Stéphanie Foretz / Amandine Hesse - Mathilde Johansson / Virginie Razzano - Alizé Lim / Laura Thorpe - Irina Ramialison / Constance Sibille | - Julie Coin / Nicolas Mahut - Clothilde de Bernardi / Maxime Hamou - Stéphanie Foretz / Édouard Roger-Vasselin - Mathilde Johansson / Adrian Mannarino - Alizé Lim / Jérémy Chardy - Chloé Paquet / Benoît Paire |

## Qualificados à chave principal
O qualificatório aconteceu no Stade Roland Garros entre 19 e 22 de maio de 2015.

### Simples
| Masculino | Feminino |
| --- | --- |
| 1. Nikoloz Basilashvili 2. Igor Sijsling 3. Andrea Arnaboldi 4. Elias Ymer 5. Taro Daniel 6. Luca Vanni 7. Yoshihito Nishioka 8. Christian Lindell 9. Stéphane Robert 10. Kimmer Coppejans 11. Germain Gigounon 12. Kyle Edmund 13. Gastão Elias 14. Matthias Bachinger 15. Illya Marchenko 16. Michael Berrer | 1. Teliana Pereira 2. Verónica Cepede Royg 3. Sesil Karatantcheva 4. Olivia Rogowska 5. Petra Martić 6. Alexa Glatch 7. Johanna Konta 8. Dinah Pfizenmaier 9. Lourdes Domínguez Lino 10. Andrea Hlaváčková 11. Margarita Gasparyan 12. Paula Kania |

Lucky losers
| 1. Alejandro Falla 2. Andrey Golubev 3. Facundo Argüello |

## Eliminações em simples

### Masculino
| Final                       | Final                      | Final                      | Final                       |
| --------------------------- | -------------------------- | -------------------------- | --------------------------- |
| Novak Djokovic [1]          |                            |                            |                             |
| Semifinais                  |                            |                            |                             |
| Andy Murray [3]             | Andy Murray [3]            | Jo-Wilfried Tsonga [14]    | Jo-Wilfried Tsonga [14]     |
| Quartas de final            |                            |                            |                             |
| Rafael Nadal [6]            | David Ferrer [7]           | Kei Nishikori [5]          | Roger Federer [2]           |
| Quarta fase                 |                            |                            |                             |
| Richard Gasquet [20]        | Jack Sock                  | Jérémy Chardy              | Marin Čilić [9]             |
| Teymuraz Gabashvili         | Tomáš Berdych [4]          | Gilles Simon [12]          | Gaël Monfils [13]           |
| Terceira fase               |                            |                            |                             |
| Thanasi Kokkinakis [WC]     | Kevin Anderson [16]        | Borna Ćorić                | Andrey Kuznetsov            |
| Nick Kyrgios [29]           | David Goffin [17]          | Leonardo Mayer [23]        | Simone Bolelli              |
| Benjamin Becker             | Lukáš Rosol                | Pablo Andújar              | Benoît Paire                |
| Steve Johnson               | Nicolas Mahut [WC]         | Pablo Cuevas [21]          | Damir Džumhur               |
| Segunda fase                |                            |                            |                             |
| Gilles Müller               | Bernard Tomic [27]         | Carlos Berlocq             | Lu Yen-Hsun                 |
| Pablo Carreño Busta         | Tommy Robredo [18]         | Jürgen Melzer              | Nicolás Almagro             |
| João Sousa                  | Kyle Edmund [Q]            | Santiago Giraldo           | John Isner [16]             |
| Andrea Arnaboldi [Q]        | Jerzy Janowicz             | Viktor Troicki [31]        | Daniel Gimeno-Traver        |
| Thomaz Bellucci             | Fernando Verdasco [32]     | Roberto Bautista Agut [19] | Juan Mónaco                 |
| Dudi Sela                   | Philipp Kohlschreiber [22] | Fabio Fognini [28]         | Radek Štěpánek [PR]         |
| Dušan Lajović               | Sergiy Stakhovsky          | Ernests Gulbis [24]        | Martin Kližan               |
| Diego Schwartzman           | Dominic Thiem              | Marcos Baghdatis           | Marcel Granollers           |
| Primeira fase               |                            |                            |                             |
| Jarkko Nieminen             | Paolo Lorenzi              | Nikoloz Basilashvili [Q]   | Luca Vanni [Q]              |
| Germain Gigounon [Q]        | Illya Marchenko [Q]        | Blaž Kavčič                | Tim Smyczek                 |
| Grigor Dimitrov [10]        | Víctor Estrella Burgos     | Sam Querrey                | Andrey Golubev [LL]         |
| Adrian Mannarino [30]       | Malek Jaziri               | Alexandr Dolgopolov        | Quentin Halys [WC]          |
| Facundo Argüello [LL]       | Vasek Pospisil             | Stéphane Robert [Q]        | Denis Istomin               |
| Filip Krajinović            | Donald Young               | Michael Berrer [Q]         | Andreas Seppi               |
| Robin Haase                 | James Duckworth            | Maxime Hamou [WC]          | Jiří Veselý                 |
| Jan-Lennard Struff          | Steve Darcis               | João Souza                 | Lukáš Lacko                 |
| Paul-Henri Mathieu [WC]     | Marinko Matosevic          | Ruben Bemelmans            | Taro Daniel [Q]             |
| Florian Mayer [PR]          | Elias Ymer [Q]             | Federico Delbonis          | Feliciano López [11]        |
| Christian Lindell [Q]       | Mikhail Kukushkin          | Albert Ramos               | Go Soeda                    |
| Tatsuma Ito                 | Gastão Elias [Q]           | Ivan Dodig                 | Yoshihito Nishioka [Q]      |
| Marsel İlhan                | Máximo González            | Ričardas Berankis          | Guillermo García-López [26] |
| Igor Sijsling [Q]           | Kimmer Coppejans [Q]       | Frances Tiafoe [WC]        | Lucas Pouille [WC]          |
| Édouard Roger-Vasselin [WC] | Andreas Haider-Maurer      | Aljaž Bedene               | Sam Groth                   |
| Ivo Karlović [25]           | Mikhail Youzhny            | Matthias Bachinger [Q]     | Alejandro Falla [LL]        |

### Feminino
| Final                      | Final                     | Final                   | Final                      |
| -------------------------- | ------------------------- | ----------------------- | -------------------------- |
| Lucie Šafářová [13]        |                           |                         |                            |
| Semifinais                 |                           |                         |                            |
| Timea Bacsinszky [23]      | Timea Bacsinszky [23]     | Ana Ivanović [7]        | Ana Ivanović [7]           |
| Quartas de final           |                           |                         |                            |
| Sara Errani [17]           | Alison Van Uytvanck       | Elina Svitolina [19]    | Garbiñe Muguruza [21]      |
| Quarta fase                |                           |                         |                            |
| Sloane Stephens            | Julia Görges              | Petra Kvitová [4]       | Andreea Mitu               |
| Ekaterina Makarova [9]     | Alizé Cornet [29]         | Flavia Pennetta [28]    | Maria Sharapova [2]        |
| Terceira fase              |                           |                         |                            |
| Victoria Azarenka [27]     | Tsvetana Pironkova        | Andrea Petkovic [10]    | Irina Falconi              |
| Irina-Camelia Begu [30]    | Madison Keys [16]         | Francesca Schiavone     | Kristina Mladenovic        |
| Donna Vekić                | Elena Vesnina             | Annika Beck             | Mirjana Lučić-Baroni       |
| Carla Suárez Navarro [8]   | Angelique Kerber [11]     | Sabine Lisicki [20]     | Samantha Stosur [26]       |
| Segunda fase               |                           |                         |                            |
| Anna-Lena Friedsam         | Lucie Hradecká            | Denisa Allertová        | Heather Watson             |
| Lourdes Domínguez Lino [Q] | Carina Witthöft           | Sesil Karatantcheva [Q] | Caroline Wozniacki [5]     |
| Sílvia Soler Espinosa      | Ana Konjuh                | Tereza Smitková         | Belinda Bencic             |
| Karolína Plíšková [12]     | Svetlana Kuznetsova [18]  | Zarina Diyas [32]       | Danka Kovinić              |
| Misaki Doi                 | Bojana Jovanovski         | Polona Hercog           | Teliana Pereira [Q]        |
| Paula Kania [Q]            | Yulia Putintseva          | Alexandra Dulgheru      | Simona Halep [3]           |
| Virginie Razzano [WC]      | Magdaléna Rybáriková      | Camila Giorgi           | Ajla Tomljanović           |
| Kurumi Nara                | Daria Gavrilova           | Amandine Hesse [WC]     | Vitalia Diatchenko         |
| Primeira fase              |                           |                         |                            |
| Andrea Hlaváčková [Q]      | Alexa Glatch [Q]          | Zheng Saisai            | María Teresa Torró Flor    |
| Barbora Strýcová [22]      | Johanna Konta [Q]         | Mathilde Johansson [WC] | Venus Williams [15]        |
| Shelby Rogers              | Christina McHale          | Kateřina Siniaková      | Alison Riske               |
| Jelena Janković [25]       | Manon Arcangioli [WC]     | Coco Vandeweghe         | Karin Knapp                |
| Marina Erakovic            | Pauline Parmentier        | Margarita Gasparyan [Q] | Bethanie Mattek-Sands [PR] |
| Lara Arruabarrena          | Taylor Townsend           | Daniela Hantuchová      | Varvara Lepchenko          |
| Zhang Shuai                | Alizé Lim [WC]            | Wang Qiang              | Kiki Bertens               |
| Dinah Pfizenmaier [Q]      | Anna Karolína Schmiedlová | Klára Koukalová         | Eugenie Bouchard [6]       |
| Yaroslava Shvedova         | Petra Cetkovská           | Lesia Tsurenko          | Caroline Garcia [31]       |
| Peng Shuai [24]            | Kirsten Flipkens          | Fiona Ferro [WC]        | Louisa Chirico [WC]        |
| Agnieszka Radwańska [14]   | Mona Barthel              | Aleksandra Krunić       | Yanina Wickmayer           |
| Roberta Vinci              | Nicole Gibbs              | Lauren Davis            | Evgeniya Rodina            |
| Monica Niculescu           | Verónica Cepede Royg [Q]  | Olivia Rogowska [Q]     | Magda Linette              |
| Petra Martić [Q]           | Tatjana Maria             | Casey Dellacqua         | Tímea Babos                |
| Anastasia Pavlyuchenkova   | Océane Dodin [WC]         | Johanna Larsson         | Mónica Puig                |
| Madison Brengle            | Jarmila Gajdošová         | Stefanie Vögele         | Kaia Kanepi                |

## Finais

### Profissional
| Categoria | Evento    | Campeã(s)(o/ões)                     | Vice-campeã(s)(o/ões)              | Resultado          | Chave(s)  | Chave(s)       |
| --------- | --------- | ------------------------------------ | ---------------------------------- | ------------------ | --------- | -------------- |
| Simples   | Masculino | Stan Wawrinka                        | Novak Djokovic                     | 4–6, 6–4, 6–3, 6–4 | principal | qualificatório |
| Simples   | Feminino  | Serena Williams                      | Lucie Šafářová                     | 6–3, 26–7, 6–2     | principal | qualificatório |
| Duplas    | Masculino | Ivan Dodig Marcelo Melo              | Bob Bryan Mike Bryan               | 56–7, 7–65, 7–5    | principal | principal      |
| Duplas    | Feminino  | Bethanie Mattek-Sands Lucie Šafářová | Casey Dellacqua Yaroslava Shvedova | 3–6, 6–4, 6–2      | principal | principal      |
| Duplas    | Misto     | Bethanie Mattek-Sands Mike Bryan     | Lucie Hradecká Marcin Matkowski    | 7–63, 6–1          | principal | principal      |

### Juvenil
| Categoria | Evento    | Campeã(s)(o/ões)                        | Vice-campeã(s)(o/ões)              | Resultado      | Chave(s)  | Chave(s)       |
| --------- | --------- | --------------------------------------- | ---------------------------------- | -------------- | --------- | -------------- |
| Simples   | Masculino | Tommy Paul                              | Taylor Harry Fritz                 | 7–64, 2–6, 6–2 | principal | qualificatório |
| Simples   | Feminino  | Paula Badosa Gibert                     | Anna Kalinskaya                    | 6–3, 6–3       | principal | qualificatório |
| Duplas    | Masculino | Álvaro López San Martín Jaume Munar     | William Blumberg Tommy Paul        | 6–4, 6–2       | principal | principal      |
| Duplas    | Feminino  | Miriam Kolodziejová Markéta Vondroušová | Caroline Dolehide Katerina Stewart | 6–0, 6–3       | principal | principal      |

### Cadeirante
| Categoria | Evento    | Campeã(s)(o/ões)               | Vice-campeã(s)(o/ões)            | Resultado         | Chave     |
| --------- | --------- | ------------------------------ | -------------------------------- | ----------------- | --------- |
| Simples   | Masculino | Shingo Kunieda                 | Stéphane Houdet                  | 6–1, 6–0          | principal |
| Simples   | Feminino  | Jiske Griffioen                | Aniek van Koot                   | 6–0, 6–2          | principal |
| Duplas    | Masculino | Shingo Kunieda Gordon Reid     | Gustavo Fernández Nicolas Peifer | 6–1, 7–61         | principal |
| Duplas    | Feminino  | Jiske Griffioen Aniek van Koot | Yui Kamiji Jordanne Whiley       | 7–61, 3–6, [10–8] | principal |

### Outros eventos
| Categoria        | Evento                      | Campeã(s)(o/ões)                  | Vice-campeã(s)(o/ões)                | Resultado         | Chave     |           |
| ---------------- | --------------------------- | --------------------------------- | ------------------------------------ | ----------------- | --------- | --------- |
| Duplas lendárias | Masculino acima de 45 anos  | Guy Forget Henri Leconte          | Cédric Pioline Mark Woodforde        | 4–6, 7–65, [10–3] | principal | principal |
| Duplas lendárias | Masculino abaixo de 45 anos | Juan Carlos Ferrero Carlos Moyá   | Arnaud Clément Nicolas Escudé        | 6–3, 6–3          | principal | principal |
| Duplas lendárias | Feminino                    | Kim Clijsters Martina Navrátilová | Lindsay Davenport Mary Joe Fernández | 2–6, 6–2, [11–9]  | principal | principal |